# سرودانداپولا
سرودانداپولا (به لاتین: Serudandapola) یک منطقهٔ مسکونی در سری‌لانکا است که در استان مرکزی (سری‌لانکا) واقع شده‌است.